# Duquesne (canton)
Pour les articles homonymes, voir Duquesne.
Duquesne est un canton canadien de l'est du Québec situé dans la municipalité régionale de comté de Rimouski-Neigette dans la région administrative du Bas-Saint-Laurent. Il fut proclamé officiellement le 18 juin 1881. Il couvre une superficie de 21 350 hectares.

## Toponymie
Le toponyme Duquesne est en l'honneur du gouverneur de la Nouvelle-France Michel-Ange Duquesne de Menneville, marquis Duquesne (vers 1700-1778).